# 501XX
501XXは、リーバイスのヴィンテージジーンズ (オーバーオールズ) のモデル (ロットナンバー) 。

## 概要
ロットナンバー: 501XXは1890年に導入され、1966年頃まで使われた。 ( '46～'66年頃までに製造されたものが“XXモデル”と呼ばれる。 ) XXは使用する生地の特徴を指し、最重厚デニム: ダブルエクストラヘビー、及び、最高ランク: エクストラエクシードの略称。トップボタン脇のV字ステッチが特徴。パッチのロット表記が501XXとなっている。1960年に呼称がオーバーオール (オーバーオールズ: Overalls) からジーンズへ変化。501の呼称が普及したのは1980年代以降。リーバイス社は501XXと分けずに501と呼ぶ傾向がある。

## モデル
- 501XX
  - 革パッチ: 1886年～1957年頃[4]。革パッチは熱いお湯につけたり、乾燥機を使用すると、大幅に縮んでしまう。
  - 片面タブ (赤タブ): ～50年代中頃[5]。47モデル: 戦後最初のバージョン[6]。
  - 隠しリベット (裏リベット、コンシールドリベット): 1937年～1965年[7]。
  - オフセットセンターベルトループ (オフセットベルトループ): 1950年代後半～1963-64年頃。
  - 紙パッチ: 1955年頃、または、1950年代半ば頃。本物の革を使用することはコストがかかりすぎるようになってきたため、紙パッチへ変更。
  - 46モデル: 大戦リベットなどを備える[8]。
- その他501モデル
  - S501XX: 大戦モデル。
  - ビッグE: 501XXの後継モデル[9]。
  - 66モデル: 1960年代後半から1970年代初頭。リベットからバータックへの仕様変更。細身のシルエット。
  - 501ZXX: ジッパーバージョン。
  - 501SXX:  Special long lenghs 。
- その他Vintage Levi's
  - 201: 501の廉価版 (No.2ランク) 。サスペンダーボタン。
  - 203: 501の廉価版 (No.2ランク) 。サスペンダーボタン。片ヒップポケット (One pocket) 。
  - 333: No.3ランク。
  - 701: レディース。